# Grand Prix automobile de Styrie 2020
GP précédent GP suivant
Le Grand Prix automobile de Styrie 2020 (Formula 1 Pirelli Grosser Preis Der Steiermark 2020) disputé le 12 juillet 2020 sur le circuit de Spielberg, est la 1020e épreuve du championnat du monde de Formule 1 courue depuis 1950. Il s'agit de la première édition du Grand Prix de Styrie comptant pour le championnat du monde de Formule 1 et de la deuxième manche du championnat 2020.
Alors que la pandémie de Covid-19 a provoqué les reports ou annulations des dix premières courses inscrites au calendrier, Liberty Media et la FIA décident d'organiser deux courses à Spielberg afin de limiter les déplacements des équipes. De ce fait, pour la distinguer du Grand Prix d'Autriche disputé une semaine plus tôt, la deuxième course est baptisée du nom de la Styrie, le land d'Autriche où est située la piste.
Le samedi, des pluies torrentielles provoquent l'annulation de la troisième séance d'essais libres puis menacent les qualifications qui se disputent finalement avec 46 minutes de retard, sur une piste gorgée d'eau. Les pilotes chaussent les pneus pluie et Lewis Hamilton survole la troisième phase, repoussant Max Verstappen à plus d'une seconde pour obtenir la 89e pole position de sa carrière et battre le record de saisons consécutives avec au moins une pole position, avec quatorze. Dans ces conditions à visibilité et adhérence réduites, Carlos Sainz Jr. devance Valtteri Bottas en deuxième ligne ; suivent Esteban Ocon et Alexander Albon en troisième ligne, puis Pierre Gasly et Daniel Ricciardo en quatrième ligne devant Lando Norris, auteur du sixième temps mais pénalisé d'un recul de trois places. Décevantes sur piste sèche, les Ferrari SF1000 le sont également sur le mouillé : Sebastian Vettel obtient le dixième temps après d'être qualifié de justesse en Q3, où Charles Leclerc n'entre pas. Dans des conditions difficiles, George Russell réalise la meilleure performance en qualifications pour Williams depuis le Grand Prix d'Italie 2018 et s'élance de la onzième place.
Jamais inquiété, Lewis Hamilton remporte la 85e victoire de sa carrière : cela fait désormais quatorze saisons consécutives où il remporte au moins une victoire. Le sextuple champion du monde mène soixante-trois des 71 tours de la course, ne laissant les commandes à son coéquipier Valtteri Bottas qu'entre leurs arrêts aux stands. Bottas, deuxième, permet à Mercedes Grand Prix d'obtenir le 54e doublé de son histoire. Max Verstappen tente de perturber la stratégie des Mercedes en s'arrêtant le premier puis conserve sa deuxième place malgré un aileron abîmé ; il s'incline devant Bottas au soixante-septième tour et monte sur le 32e podium de sa carrière.  
Parti dix-septième, Sergio Pérez, au volant d'une Racing Point RP20 très rapide, effectue de nombreux dépassements et revient à la portée de la quatrième place d'Alexander Albon à deux tours de l'arrivée ; il abîme son aileron avant en tentant de le dépasser. Grâce à une stratégie efficace, Lando Norris double trois pilotes dans les deux derniers tours, dont Pérez dans le dernier virage, pour se classer cinquième. Malgré les dommages de sa monoplace, le Mexicain conserve la sixième place pour quelques centièmes de seconde devant Lance Stroll et Daniel Ricciardo et est élu « pilote du jour ». À un tour du vainqueur, Carlos Sainz Jr., pénalisé par un arrêt au stand raté, prend les deux points de la neuvième place et le point bonus du meilleur tour en course. Daniil Kvyat prend le point restant. Pour les Ferrari, la course s'achève dès le troisième virage quand Charles Leclerc tente un dépassement au cœur du peloton et percute son coéquipier Sebastian Vettel, concluant un weekend déjà décevant par un double abandon.
Valtteri Bottas conserve les commandes du championnat pilotes avec 43 points, devant Lewis Hamilton (37 points), Lando Norris (26 points), Charles Leclerc (18 points), Sergio Pérez (16 points) et Max Verstappen (15 points). Mercedes Grand Prix conserve la tête du championnat des constructeurs avec 80 points, devant McLaren (39 points), Red Bull (27 points) et Racing Point (22 points), toutes deux passées devant Ferrari (19 points) ; suivent Renault (8 points), AlphaTauri (7 points) et Alfa Romeo (2 points), Haas et Williams n'ayant pas marqué.

## Pneus disponibles
| Pneus pour piste sèche | Pneus pour piste sèche | Pneus pour piste sèche | Pneus pluie    | Pneus pluie |
| ---------------------- | ---------------------- | ---------------------- | -------------- | ----------- |
| Durs (Type C2)         | Médiums (Type C3)      | Tendres (Type C4)      | Intermédiaires | Pluie       |

## Essais libres

### Première séance, le vendredi de 11 h à 12 h 30
| Pos. | Pilote          | Voiture                   | Chrono         | Écart     |
| ---- | --------------- | ------------------------- | -------------- | --------- |
| 1    | Sergio Pérez    | Racing Point-BWT Mercedes | 1 min 04 s 867 |           |
| 2    | Max Verstappen  | Red Bull-Honda            | 1 min 04 s 963 | + 0 s 096 |
| 3    | Valtteri Bottas | Mercedes                  | 1 min 05 s 089 | + 0 s 222 |
| 4    | Lewis Hamilton  | Mercedes                  | 1 min 05 s 120 | + 0 s 253 |
| 5    | Lance Stroll    | Racing Point-BWT Mercedes | 1 min 05 s 396 | + 0 s 529 |
| 6    | Alexander Albon | Red Bull-Honda            | 1 min 05 s 483 | + 0 s 616 |

- Jack Aitken, pilote-essayeur chez Williams F1 Team, remplace George Russell lors de cette séance d'essais[3] ;
- Robert Kubica, pilote-essayeur chez Alfa Romeo, remplace Antonio Giovinazzi lors de cette séance d'essais[4] ;
- Avant le lancement des premiers essais libres, Michael Masi, le directeur de course de la FIA, fait passer une note aux équipes concernant l'organisation du weekend de course en fonction d'une météo capricieuse en Styrie, de très fortes pluies étant prévues samedi pour les qualifications qui pourraient être reportées au dimanche matin ; une seconde option serait de prendre en compte les résultats de la seconde séance d'essais libres pour établir la grille de départ. Si la première solution semble privilégiée car le beau temps est prévu pour dimanche, les pilotes savent qu'ils doivent réaliser un temps significatif en EL2 alors qu'en général les équipes y privilégient les longs relais pour préparer la course[5],[6].

### Deuxième séance, le vendredi de 15 h à 16 h 30
| Pos. | Pilote           | Voiture                   | Chrono         | Écart     |
| ---- | ---------------- | ------------------------- | -------------- | --------- |
| 1    | Max Verstappen   | Red Bull-Honda            | 1 min 03 s 660 |           |
| 2    | Valtteri Bottas  | Mercedes                  | 1 min 03 s 703 | + 0 s 043 |
| 3    | Sergio Pérez     | Racing Point-BWT Mercedes | 1 min 03 s 877 | + 0 s 217 |
| 4    | Lance Stroll     | Racing Point-BWT Mercedes | 1 min 04 s 281 | + 0 s 581 |
| 5    | Carlos Sainz Jr. | McLaren-Renault           | 1 min 04 s 333 | + 0 s 673 |
| 6    | Lewis Hamilton   | Mercedes                  | 1 min 04 s 348 | + 0 s 688 |

- À l'issue de cette séance, Michael Masi, le directeur de course de la FIA, fait un nouveau point sur les aménagements possibles du reste du weekend : « Très tôt dans la journée de vendredi, il semblait que le dimanche matin ne serait pas terrible non plus. C'est pourquoi nous avons prévenu les équipes pour signer des chronos en Libres 2. Mais depuis, les précisions se sont affinées et nous pourrions a priori tenir des qualifications dimanche matin au cas où mais les prévisions pour ce samedi ne sont vraiment pas bonnes. Dans le pire des cas, nous devrions tout de même pouvoir tenir une qualification dimanche matin a priori... C'est donc une belle option, mieux que de prendre les temps des Libres. Mais si les Libres 3 ne peuvent pas se tenir non plus et que les qualifications ne peuvent être organisées dimanche matin, ce sera bien la hiérarchie des Libres 2 qui servira pour la grille. Si les Libres 3 peuvent se tenir, les équipes savent déjà que ces chronos seront pris en compte pour la grille à la place de ceux des Libres 2. C'est donc une situation assez fluide, il y a donc trois options mais personne ne sera pris par surprise sur ce qu’il faut faire dans chaque séance[8]. »

### Annulation de la troisième séance prévue le samedi de 12 h à 13 h
À midi, l'heure à laquelle auraient dû débuter les troisièmes essais libres, la direction de course annonce que ceux-ci étaient « retardés indéfiniment » à cause de la forte pluie qui s'abat sur le Red Bull Ring. Trois quarts d'heure plus tard, l'annulation est officialisée : « Après consultation et recommandation du délégué à la sécurité de la Formule 1 de la FIA, les commissaires sportifs décident que la séance des EL3 sera annulée en raison des intempéries et pour des raisons de sécurité, conformément à l'article 2.1.6.a et 11.9.3.m du Code Sportif International de la FIA. »
Ross Brawn, le directeur sportif de la F1 déclare : « L'Autriche est un circuit compliqué avec la météo. Nous avons déjà rencontre ce genre de conditions ici. Mais nous sommes ravis d’être ici, malgré la météo. Il y a une grosse dépression qui arrive et qui avance lentement mais de manière prévisible. Il y a une chance que nous puissions rouler en fin de journée mais sinon ça ira probablement pour demain. » S'il n'annonce pas le report des qualifications au dimanche matin, il considère ce scénario comme « très probable si la météo ne s'améliore pas »,.

## Séance de qualifications

### Résultats des qualifications
| Pos.                                                                                      | Pilote             | Écurie                    | Qualifications 1 | Qualifications 2 | Qualifications 3 |
| ----------------------------------------------------------------------------------------- | ------------------ | ------------------------- | ---------------- | ---------------- | ---------------- |
| 1                                                                                         | Lewis Hamilton     | Mercedes                  | 1 min 18 s 188   | 1 min 17 s 825   | 1 min 19 s 273   |
| 2                                                                                         | Max Verstappen     | Red Bull-Honda            | 1 min 18 s 297   | 1 min 17 s 938   | 1 min 20 s 489   |
| 3                                                                                         | Carlos Sainz Jr.   | McLaren-Renault           | 1 min 18 s 590   | 1 min 18 s 836   | 1 min 20 s 671   |
| 4                                                                                         | Valtteri Bottas    | Mercedes                  | 1 min 18 s 791   | 1 min 18 s 657   | 1 min 20 s 701   |
| 5                                                                                         | Esteban Ocon       | Renault                   | 1 min 19 s 687   | 1 min 18 s 764   | 1 min 20 s 922   |
| 6                                                                                         | Lando Norris       | McLaren-Renault           | 1 min 18 s 504   | 1 min 18 s 448   | 1 min 20 s 925   |
| 7                                                                                         | Alexander Albon    | Red Bull-Honda            | 1 min 20 s 882   | 1 min 19 s 014   | 1 min 21 s 011   |
| 8                                                                                         | Pierre Gasly       | AlphaTauri-Honda          | 1 min 20 s 192   | 1 min 18 s 744   | 1 min 21 s 028   |
| 9                                                                                         | Daniel Ricciardo   | Renault                   | 1 min 19 s 662   | 1 min 19 s 229   | 1 min 21 s 192   |
| 10                                                                                        | Sebastian Vettel   | Ferrari                   | 1 min 20 s 243   | 1 min 19 s 545   | 1 min 21 s 651   |
| 11                                                                                        | Charles Leclerc    | Ferrari                   | 1 min 20 s 871   | 1 min 19 s 628   |                  |
| 12                                                                                        | George Russell     | Williams-Mercedes         | 1 min 20 s 382   | 1 min 19 s 636   |                  |
| 13                                                                                        | Lance Stroll       | Racing Point-BWT Mercedes | 1 min 19 s 697   | 1 min 19 s 645   |                  |
| 14                                                                                        | Daniil Kvyat       | AlphaTauri-Honda          | 1 min 19 s 824   | 1 min 19 s 717   |                  |
| 15                                                                                        | Kevin Magnussen    | Haas-Ferrari              | 1 min 21 s 140   | 1 min 20 s 211   |                  |
| 16                                                                                        | Kimi Räikkönen     | Alfa Romeo-Ferrari        | 1 min 21 s 372   |                  |                  |
| 17                                                                                        | Sergio Pérez       | Racing Point-BWT Mercedes | 1 min 21 s 607   |                  |                  |
| 18                                                                                        | Nicholas Latifi    | Williams-Mercedes         | 1 min 21 s 759   |                  |                  |
| 19                                                                                        | Antonio Giovinazzi | Alfa Romeo-Ferrari        | 1 min 21 s 831   |                  |                  |
| Temps minimal à réaliser pour la qualification : 1 min 23 s 661 (107 % de 1 min 18 s 188) |                    |                           |                  |                  |                  |
| Nq.                                                                                       | Romain Grosjean    | Haas-Ferrari              | Pas de temps     |                  |                  |

- Après une légère amélioration météo, les qualifications démarrent avec 46 minutes de retard sur une piste gorgée d'eau.

### Grille de départ
- Lando Norris, auteur du sixième temps des qualifications, est pénalisé d'un recul de trois places sur la grille pour avoir dépassé Pierre Gasly sous régime de drapeau jaune (des drapeaux jaunes ont d'abord été déployés avant que la direction de course n'opte pour un drapeau rouge) lors de la première session des essais libres alors que la zone était neutralisée à la suite de l'immobilisation en piste de la Williams de Nicholas Latifi. Les commissaires sportifs ont estimé que le Britannique a enfreint l'article 2.5.5.1.b de la réglementation sportive ; il s'élance donc de la neuvième place[13],[14].
- Charles Leclerc, auteur du onzième temps des qualifications, est pénalisé d'un recul de trois places sur la grille. Le Monégasque faisait l'objet d'une double enquête, l'une pour ne pas être rentré directement au stand lorsque le drapeau rouge a été brandi en lors de la première phase qualificative, l'autre pour avoir gêné Daniil Kvyat en obliquant devant lui au virage no 9 pour regagner les stands lors de la Q2. Seule cette seconde infraction a été retenue alors même que le pilote russe a relativisé l'incident : « Il se passait beaucoup de choses, c'était une séance très chargée, donc je pense... C'était juste de la mauvaise visibilité, vraiment. » Leclerc s'élance donc du quatorzième rang[15],[16],[17].
- Romain Grosjean ne réalise aucun temps lors de la première phase qualificative. Repêché par les commissaires de course, il est autorisé à s'élancer de la dernière place de la grille. Le Français doit finalement s'élancer depuis la voie des stands car son écurie a enfreint délibérément la règle du parc fermé à l'issue des qualifications (Haas a travaillé sur sa monoplace jusqu'à 23 h 20 alors que la réglementation précise qu'une équipe ne peut plus toucher à la voiture plus de 3 h 30 après la fin de la séance de qualifications et pas avant les 5 h 10 précédant le départ). Alors qu'une disqualification aurait pu être prononcée, les commissaires ont fait preuve de mansuétude, estimant qu'il s'agissait d'un cas de force majeure : « Dans ce cas particulier, les commissaires reconnaissent qu'il y a clairement des circonstances atténuantes car l'équipe n'aurait pas pu faire courir la voiture sans enfreindre le règlement et elle a prévenu les commissaires avant le début de la période en question[18]. »
- Antonio Giovinazzi, auteur du dix-neuvième temps des qualifications, est pénalisé d'un recul de cinq places sur la grille pour avoir, à la suite de son accident en qualification, changé sa boîte de vitesses avant le délai réglementaire de six courses consécutives ; cette pénalité ne change pas sa situation initiale, Grosjean, vingtième, s'élançant depuis la voie des stands[19].

## Course

### Déroulement de l'épreuve
Après un samedi très pluvieux ayant provoqué l'annulation de la troisième séance d'essais libres et le report des qualifications, le beau temps revient sur Spielberg pour la course : il fait 20 °C et la piste est à 38 °C. Lewis Hamilton, en pole position, reste en tête au départ alors que Carlos Sainz Jr. s'empare temporairement de la deuxième place avant de la rendre à Max Verstappen quelques hectomètres plus loin. En milieu de peloton, Charles Leclerc tente un dépassement à l'intérieur et harponne son coéquipier Sebastian Vettel, provoquant l'abandon des deux pilotes Ferrari, Vettel au premier tour, Leclerc au quatrième après un passage aux stands qui ne suffit pas à réparer les dégâts. Le pilote monégasque assume son entière responsabilité après la course et présente ses excuses à son coéquipier et à son écurie.
La voiture de sécurité sort brièvement pour permettre le ramassage des débris laissés par les Ferrari ; à la reprise, Hamilton repart rapidement, au contraire de Sainz qui est dépassé par Valtteri Bottas au sixième tour puis par Alexander Albon au neuvième. Derrière, Lando Norris perd également une place au profit de Sergio Pérez, alors que George Russell, qui avait signé la meilleure qualification pour Williams depuis deux ans et le Grand Prix d'Italie 2018, sort de la piste et repart en dix-huitième et dernière position.
En tête, Hamilton possède une marge d'environ cinq secondes sur Verstappen et n'est pas inquiété par l'undercut tenté par le pilote Red Bull au vingt-quatrième tour. Au tour suivant, Esteban Ocon semble rentrer aux stands pour un changement de pneumatiques, mais il ne ressort pas et abandonne en raison d'un problème de surchauffe moteur.
Au vingt-septième tour, Hamilton s'arrête et laisse la tête à son coéquipier Bottas jusqu'à l'arrêt de celui-ci sept boucles plus loin. Entretemps, au trente-troisième tour, les mécaniciens de McLaren fixent mal un écrou sur la monoplace de Sainz, lui faisant perdre de précieuses secondes et le contraignant à ressortir en milieu de peloton. Les tours suivants sont marqués par de nombreux arrêts au stand, tous les pilotes ayant opté pour une stratégie à un seul arrêt. Dix-septième sur la grille de départ, Sergio Pérez continue sa remontée au classement, dépassant son coéquipier Lance Stroll au quarante-sixième tour, puis Daniel Ricciardo trois tours plus tard, et revenant sur Alexander Albon grâce à plusieurs meilleurs tours en course d'affilée.
À l'avant, Bottas revient sur Verstappen dont l'aileron avant est abîmé, et une passe d'armes entre les deux pilotes a lieu au soixante-sixième tour, lors de laquelle Verstappen parvient à conserver sa deuxième place. Au tour suivant, Bottas utilise toutefois son DRS pour dépasser son concurrent et assurer un doublé pour Mercedes. Juste derrière eux, Pérez remonte sur Albon et tente une attaque, mais il touche la monoplace Red Bull et endommage la sienne, éteignant ses espoirs de prendre la quatrième place et le forçant à tenter de défendre la cinquième. Pendant ce temps, Lando Norris, huitième à deux tours du terme, dépasse Ricciardo dans l'avant-dernier tour, Stroll au milieu du dernier tour puis Pérez au dernier virage pour terminer cinquième au terme de « la meilleure course de [sa] carrière »,.
Hamilton s'impose au terme d'une course maîtrisée devant son coéquipier Bottas, qui conserve la tête du championnat, et les deux Red Bull de Verstappen et Albon. À la faveur de sa remontée dans les derniers tours, Norris finit cinquième et prend la troisième place du championnat. Pérez, Stroll et Ricciardo passent la ligne d'arrivée avec deux dixièmes de seconde d'écart entre eux trois mais conservent leurs positions, Pérez terminant sixième après une remontée de onze places lui valant d'être élu pilote du jour. Sainz, troisième sur la grille de départ, termine neuvième et réalise le meilleur tour en course au soixante-huitième tour alors que Daniil Kvyat marque le point de la dixième place.

### Classement de la course
| Pos. | no | Pilote             | Écurie                    | Tours | Temps/Abandon                                 | Grille  | Points |
| ---- | -- | ------------------ | ------------------------- | ----- | --------------------------------------------- | ------- | ------ |
| 1    | 44 | Lewis Hamilton     | Mercedes                  | 71    | 1 h 22 min 50 s 683 (221,947 km/h)            | 1       | 25     |
| 2    | 77 | Valtteri Bottas    | Mercedes                  | 71    | + 13 s 719                                    | 4       | 18     |
| 3    | 33 | Max Verstappen     | Red Bull-Honda            | 71    | + 33 s 698                                    | 2       | 15     |
| 4    | 23 | Alexander Albon    | Red Bull-Honda            | 71    | + 44 s 400                                    | 6       | 12     |
| 5    | 4  | Lando Norris       | McLaren-Renault           | 71    | + 1 min 01 s 470                              | 9       | 10     |
| 6    | 11 | Sergio Pérez *     | Racing Point-BWT Mercedes | 71    | + 1 min 02 s 387                              | 17      | 8      |
| 7    | 18 | Lance Stroll *     | Racing Point-BWT Mercedes | 71    | + 1 min 02 s 453                              | 12      | 6      |
| 8    | 3  | Daniel Ricciardo   | Renault                   | 71    | + 1 min 02 s 591                              | 8       | 4      |
| 9    | 55 | Carlos Sainz Jr.   | McLaren-Renault           | 70    | + 1 tour                                      | 3       | 2 + 1  |
| 10   | 26 | Daniil Kvyat       | AlphaTauri-Honda          | 70    | + 1 tour                                      | 13      | 1      |
| 11   | 7  | Kimi Räikkönen     | Alfa Romeo-Ferrari        | 70    | + 1 tour                                      | 16      |        |
| 12   | 20 | Kevin Magnussen    | Haas-Ferrari              | 70    | + 1 tour                                      | 15      |        |
| 13   | 8  | Romain Grosjean    | Haas-Ferrari              | 70    | + 1 tour                                      | Pitlane |        |
| 14   | 99 | Antonio Giovinazzi | Alfa Romeo-Ferrari        | 70    | + 1 tour                                      | 19      |        |
| 15   | 10 | Pierre Gasly       | AlphaTauri-Honda          | 70    | + 1 tour                                      | 7       |        |
| 16   | 63 | George Russell     | Williams-Mercedes         | 69    | + 2 tours                                     | 11      |        |
| 17   | 6  | Nicholas Latifi    | Williams-Mercedes         | 69    | + 2 tours                                     | 18      |        |
| Abd. | 31 | Esteban Ocon       | Renault                   | 25    | Surchauffe                                    | 5       |        |
| Abd. | 16 | Charles Leclerc    | Ferrari                   | 4     | Dégâts consécutifs à l'accrochage avec Vettel | 14      |        |
| Abd. | 5  | Sebastian Vettel   | Ferrari                   | 1     | Accrochage avec Leclerc                       | 10      |        |

- Le classement des deux Racing Point reste suspendu à une réclamation de l'écurie Renault qui conteste la légalité de la RP20, celle-ci ressemblant trop à la Mercedes W10 de 2019 ; la réclamation porte sur une question de propriété intellectuelle et se concentre sur les écopes de freins avant et arrière, qui selon le règlement sportif et comme un certain nombre d'autres pièces, doivent être exclusivement conçues par le constructeur dont la voiture porte le nom[30],[31].

### Pole position et record du tour
- Pole position :  Lewis Hamilton (Mercedes) en 1 min 19 s 273 (196,455 km/h)[32].
- Meilleur tour en course :  Carlos Sainz Jr. (McLaren-Renault) en 1 min 5 s 619 (230,805 km/h) au soixante-huitième tour ; neuvième de l'épreuve, il remporte le point bonus associé au meilleur tour en course[33].

### Tours en tête
- Lewis Hamilton (Mercedes) : 64 tours (1-27 / 35-71)[34]
- Valtteri Bottas (Mercedes) : 7 tours (28-34)

## Classements généraux à l'issue de la course
| Pos. | Pilote             | Écurie                    | Points |
| ---- | ------------------ | ------------------------- | ------ |
| 1    | Valtteri Bottas    | Mercedes                  | 43     |
| 2    | Lewis Hamilton     | Mercedes                  | 37     |
| 3    | Lando Norris       | McLaren-Renault           | 26     |
| 4    | Charles Leclerc    | Ferrari                   | 18     |
| 5    | Sergio Pérez       | Racing Point-BWT Mercedes | 16     |
| 6    | Max Verstappen     | Red Bull-Honda            | 15     |
| 7    | Carlos Sainz Jr.   | McLaren-Renault           | 13     |
| 8    | Alexander Albon    | Red Bull-Honda            | 12     |
| 9    | Pierre Gasly       | AlphaTauri-Honda          | 6      |
| 10   | Lance Stroll       | Racing Point-BWT Mercedes | 6      |
| 11   | Esteban Ocon       | Renault                   | 4      |
| 12   | Daniel Ricciardo   | Renault                   | 4      |
| 13   | Antonio Giovinazzi | Alfa Romeo-Ferrari        | 2      |
| 14   | Daniil Kvyat       | AlphaTauri-Honda          | 1      |
| 15   | Sebastian Vettel   | Ferrari                   | 1      |

| Pos. | Écurie                    | Points |
| ---- | ------------------------- | ------ |
| 1    | Mercedes                  | 80     |
| 2    | McLaren-Renault           | 39     |
| 3    | Red Bull-Honda            | 27     |
| 4    | Racing Point-BWT Mercedes | 22     |
| 5    | Ferrari                   | 19     |
| 6    | Renault                   | 8      |
| 7    | AlphaTauri-Honda          | 7      |
| 8    | Alfa Romeo-Ferrari        | 2      |

## Statistiques
Le Grand Prix de Styrie 2020 représente :
- la 89e pole position de Lewis Hamilton[37] ;
- la 85e victoire de Lewis Hamilton[38] ;
- la 51e fois où Lewis Hamilton combine pole position et victoire[39] ;
- la 104e victoire de Mercedes Grand Prix en tant que constructeur[40] ;
- le 54e doublé de Mercedes Grand Prix[41] ;
- la 190e victoire de Mercedes en tant que motoriste[42] ;
- le 1er meilleur tour en course de Carlos Sainz Jr.[43].

Au cours de ce Grand Prix :
- Alexander Albon passe la barre des 100 points inscrits en Formule 1 (104 points inscrits)[44] ;
- Sergio Pérez est élu « pilote du jour » à l'issue d'un vote organisé sur le site officiel de la Formule 1[45] ;
- Emanuele Pirro (37 départs en Grands Prix de Formule 1, 3 points inscrits entre 1989 et 1991 et quintuple vainqueur des 24 Heures du Mans en 2000, 2001, 2002, 2006 et 2007) est nommé conseiller auprès des commissaires de course par la FIA pour les aider dans leurs jugements[46].